# Tatra T1
Tatra Т1 (укр. Татра Т1) — односторонній односекційний трамвайний вагон, що серійно випускався підприємством «ČKD Tatra» з 1952 по 1958 роки. Це перша модель трамвайних вагонів Tatra.

## Історія

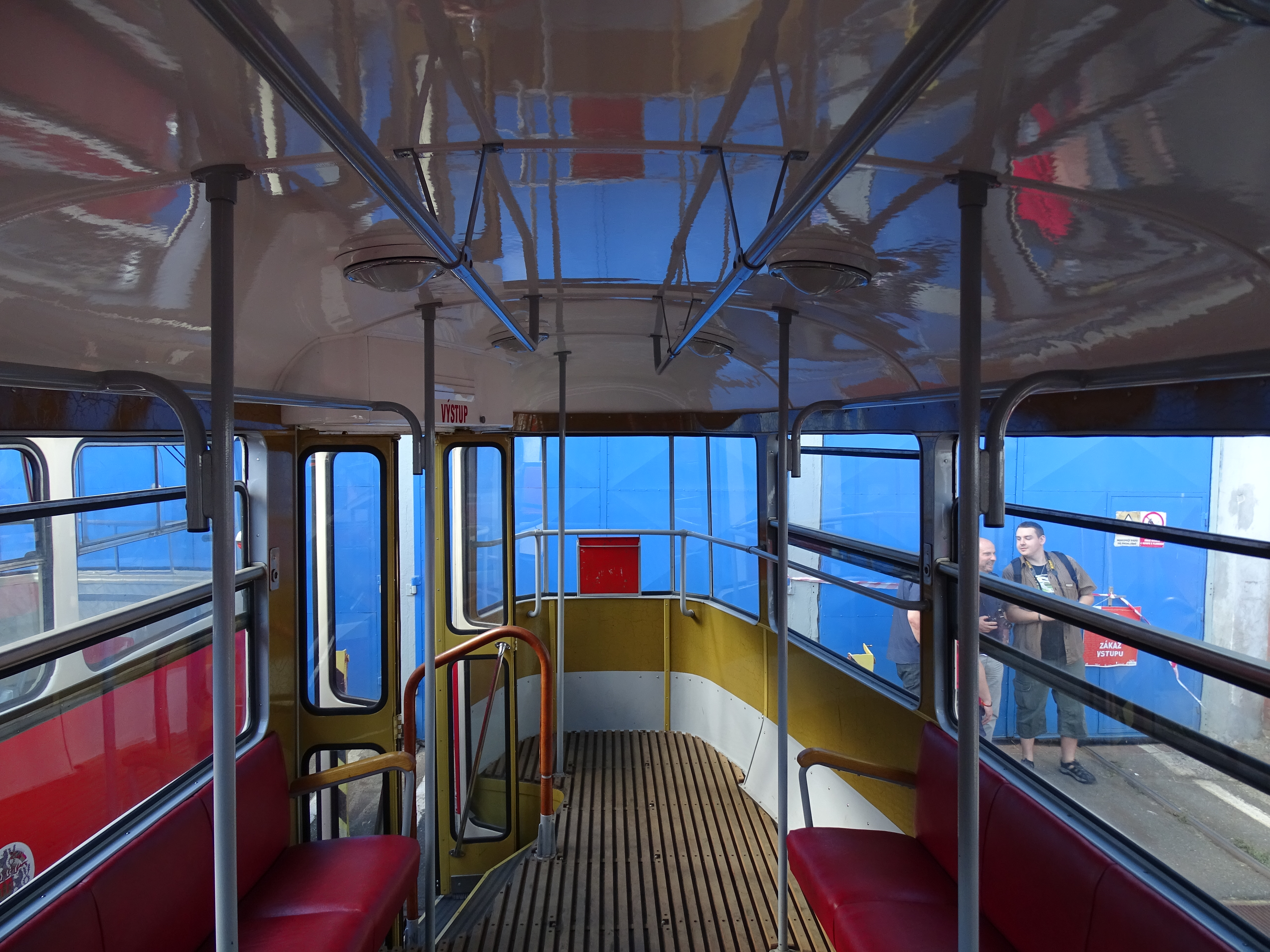
Інтер'єр трамвайного вагону

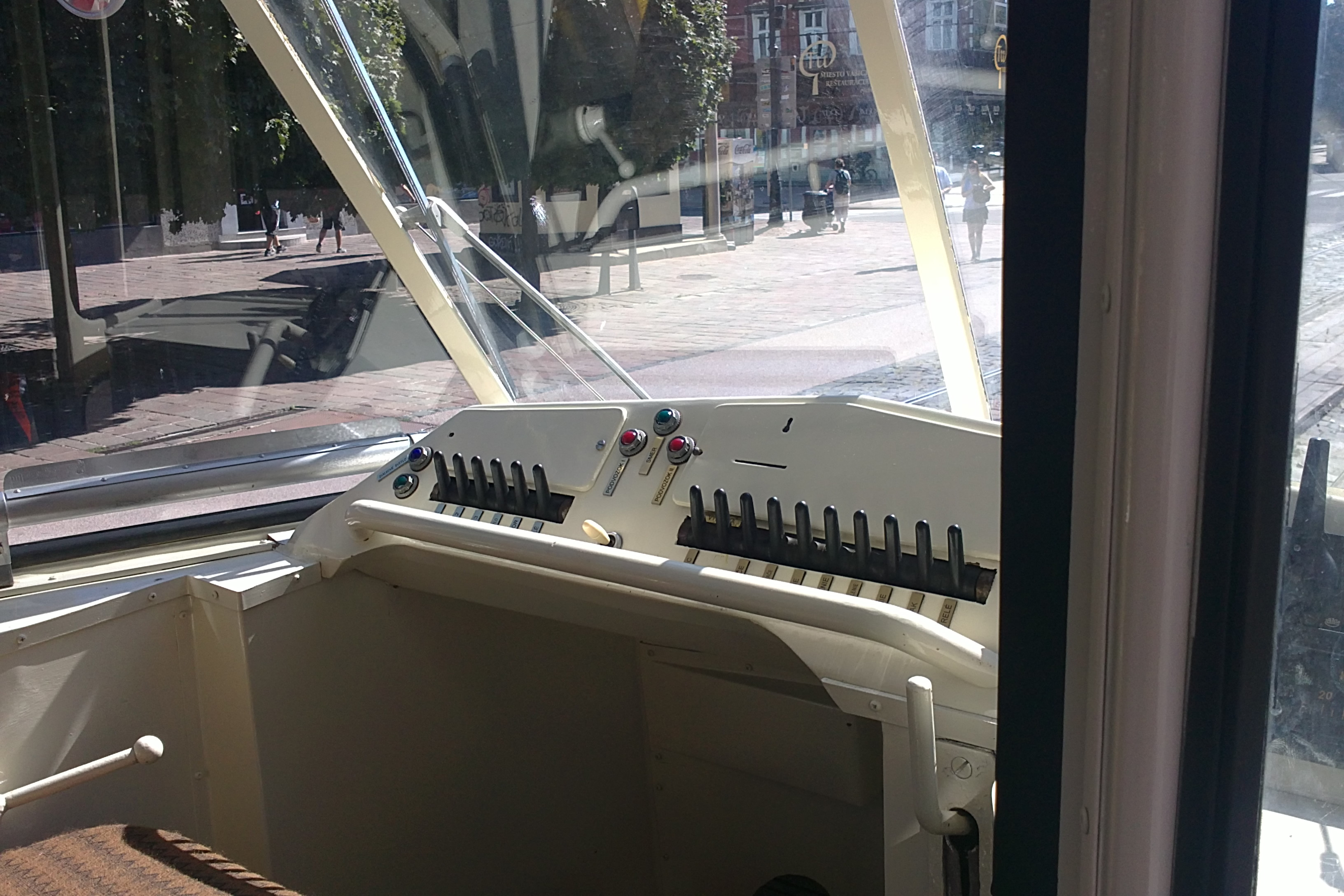
Кабіна водія трамвая

Протопипом Т1 була американська серія трамваїв PCC. Трамвайні вагони Tatra Т1 мають троє дверей. Спочатку вони були обладнані штанговим струмоприймачем, але більшість з них у 1960-х була замінена на пантографи. Два перші прототипи вагонів Tatra Т1 були виготовлені у 1951 році і тестувалися у Празі. З 1952 року вони надійшли у серійне виробництво. Експлуатація вагонів продовжувалася до 1980-х років. Останній Т1 був виведений з експлуатації 4 квітня 1987 року у чеському Пльзені. Tatra Т1 стала прототипом для польського вагону Konstal 13N.

## Збережені екземпляри
Сьогодні збереглося 6 вагонів Т1:
- два вагони в трамвайному музеї в Празі (№ 5001-5002);
- один в музеї Острави (№ 528);
- один в музеї Пльзеня (№ 121);
- один в музеї Кошиці (№ 203);
- один в музеї Брно (№ 5064 з Праги).

В Остраві, Пльзені та Празі також є точні копії вагонів Tatra Т1.

## Світлини

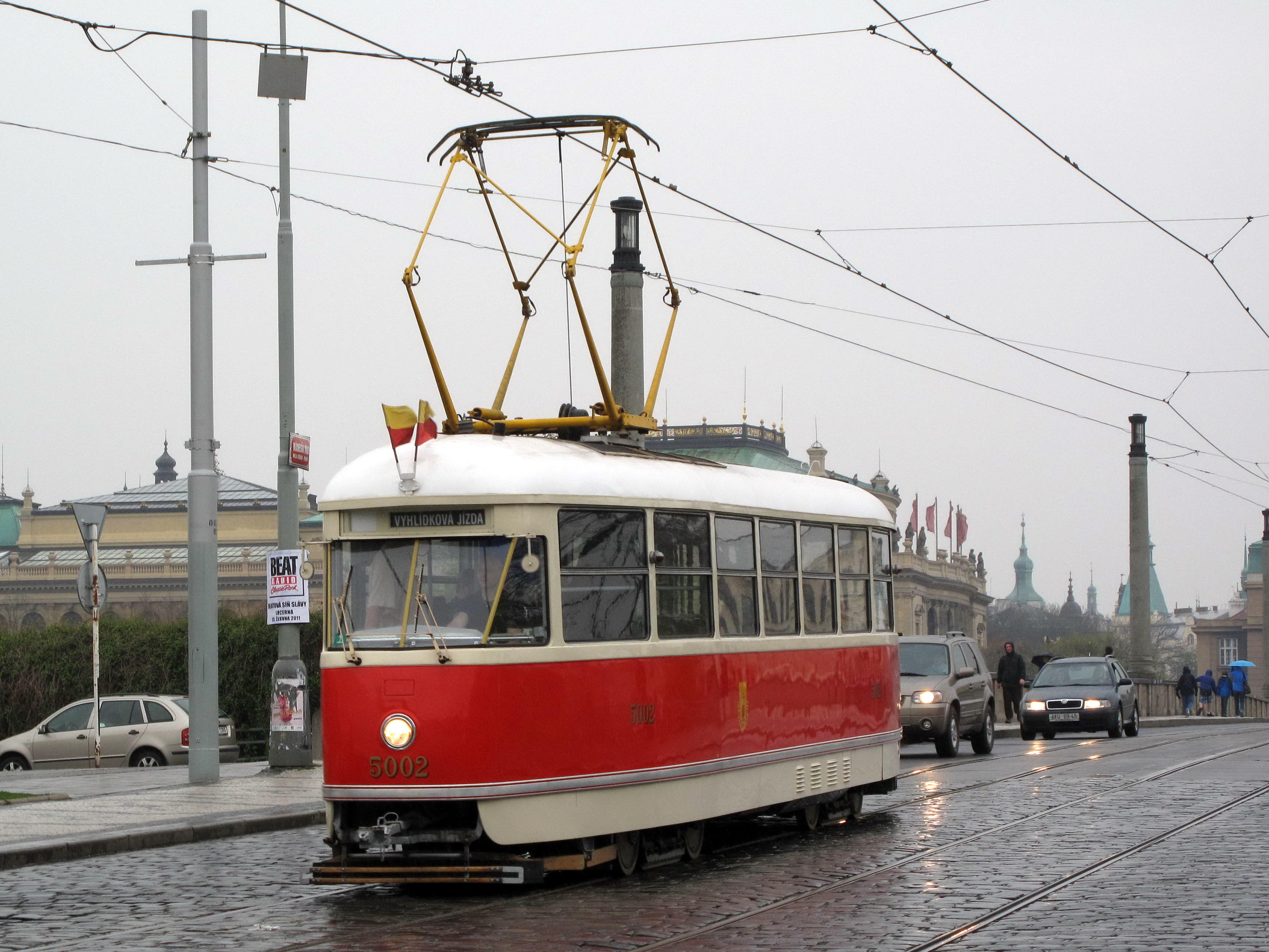
Tatra T1 в Празі
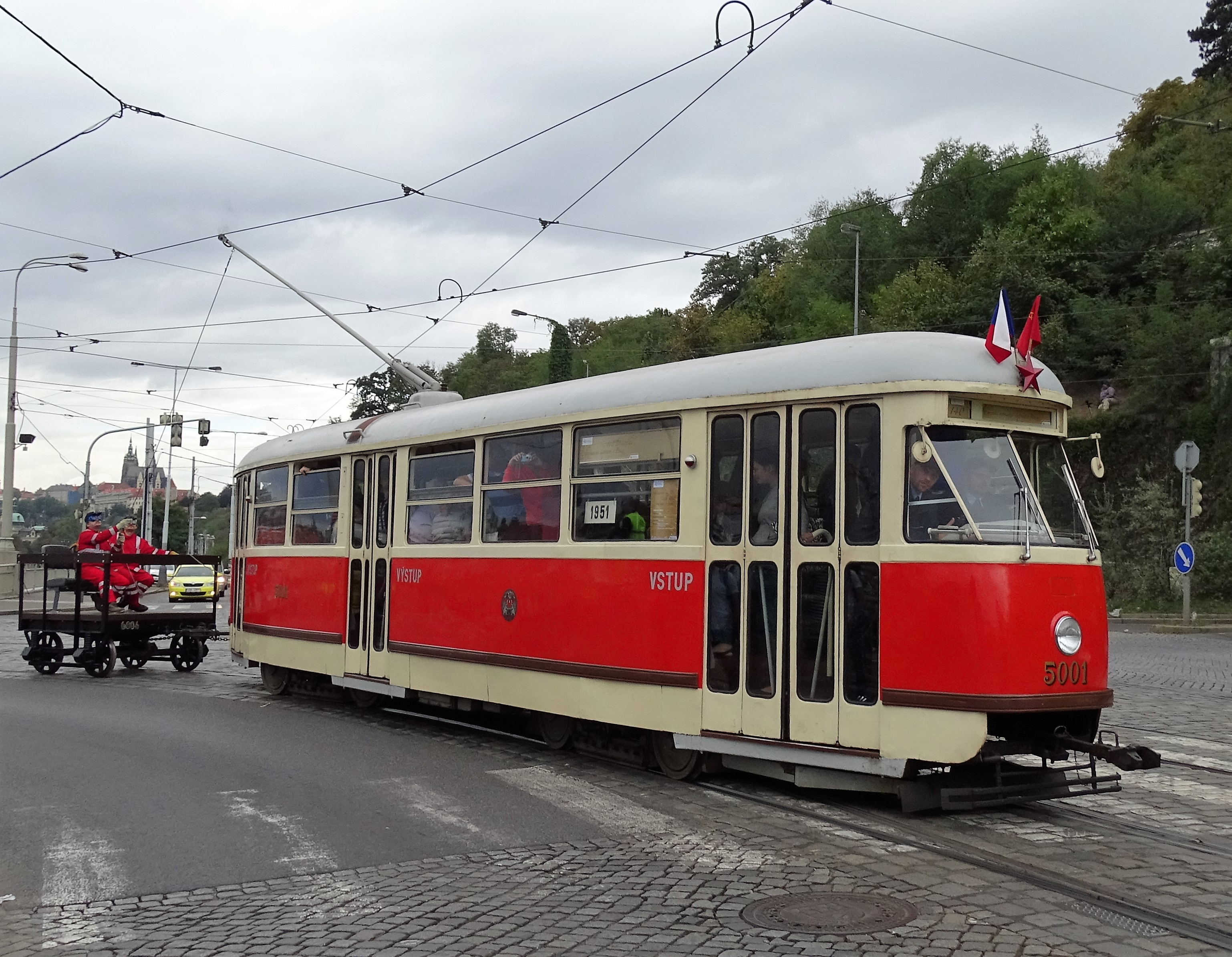
Tatra T1 в Празі
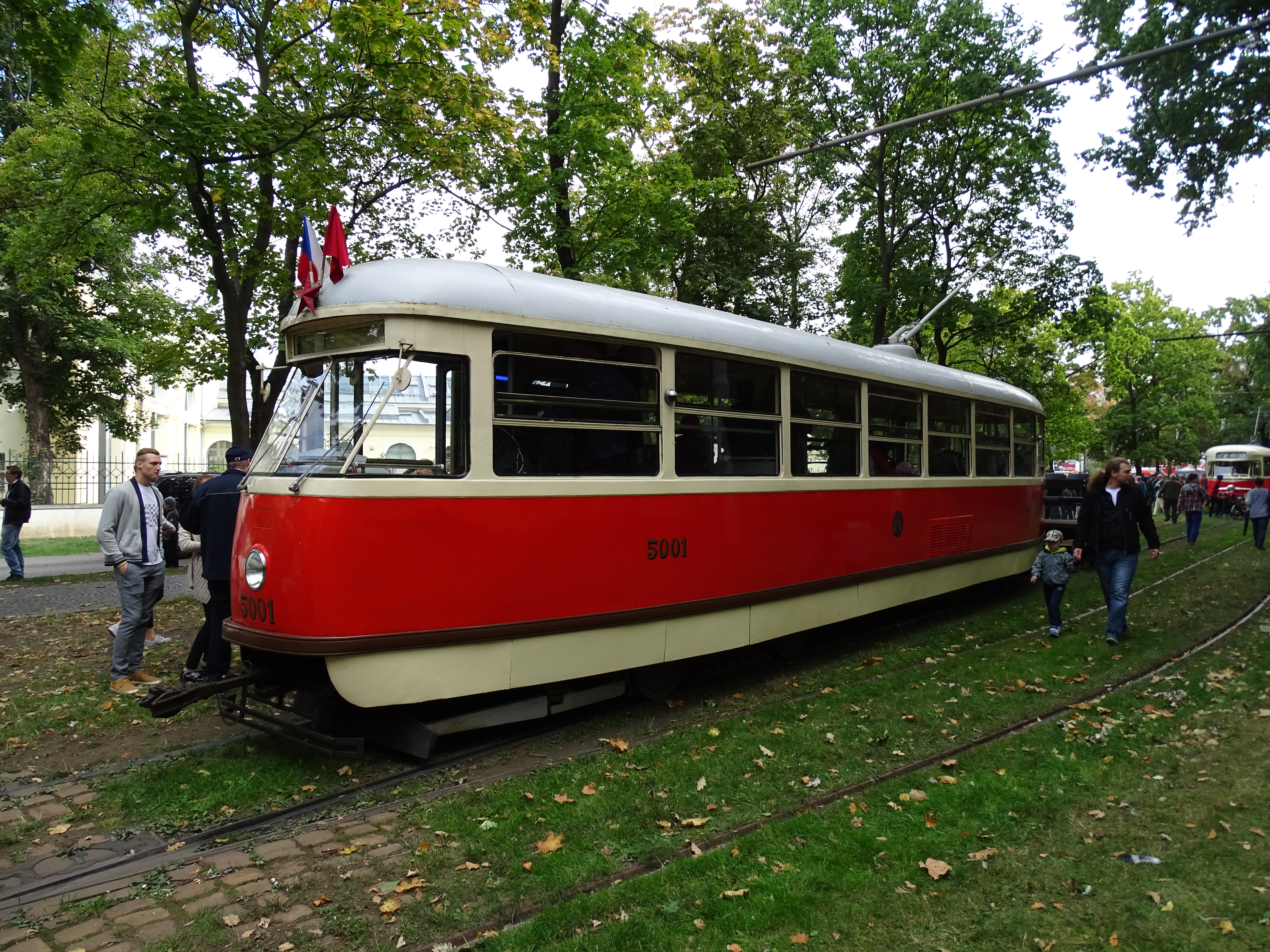
Tatra T1 в Празі
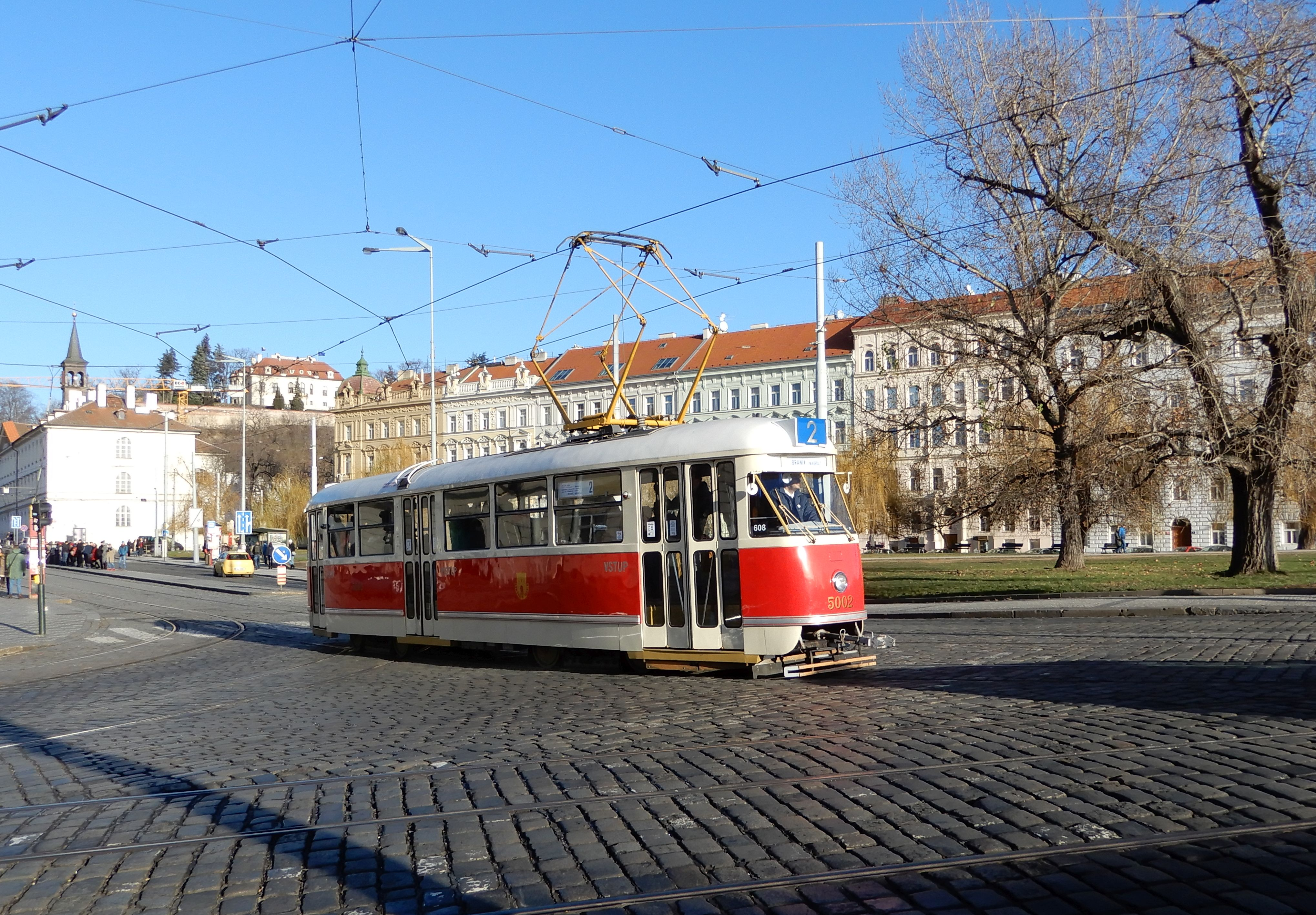
Tatra T1 в Празі
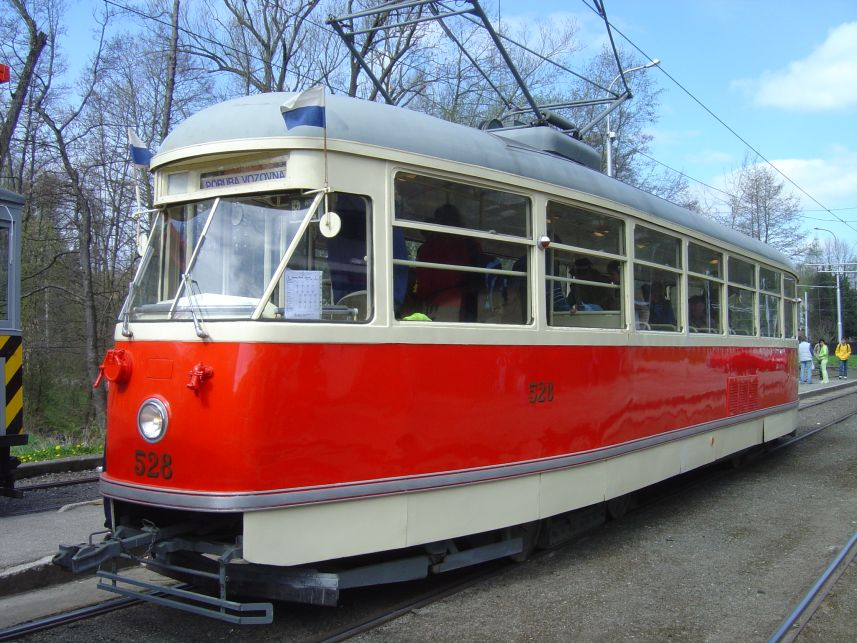
Tatra T1 в Остраві
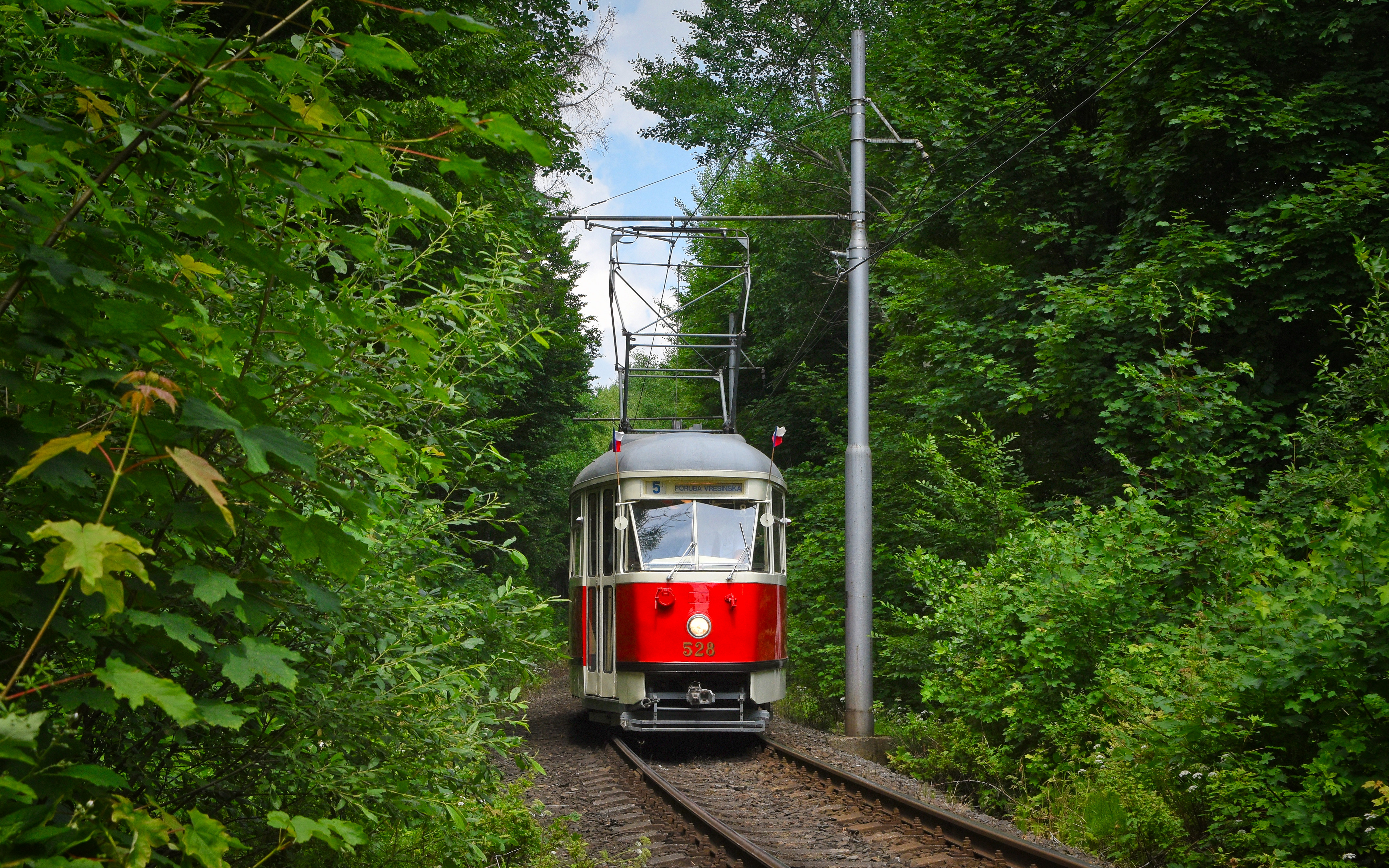
Tatra T1 в Остраві
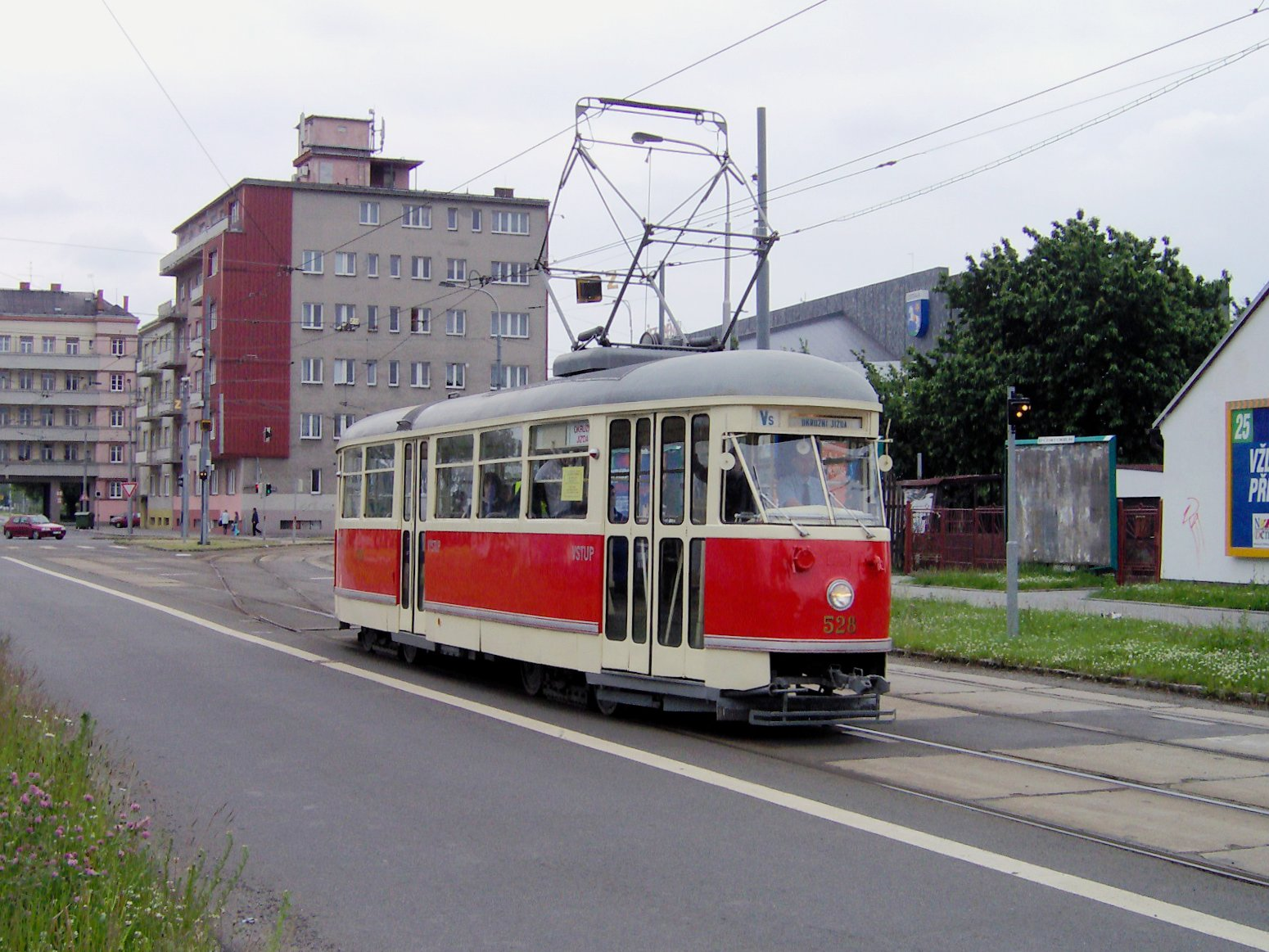
Tatra T1 в Остраві
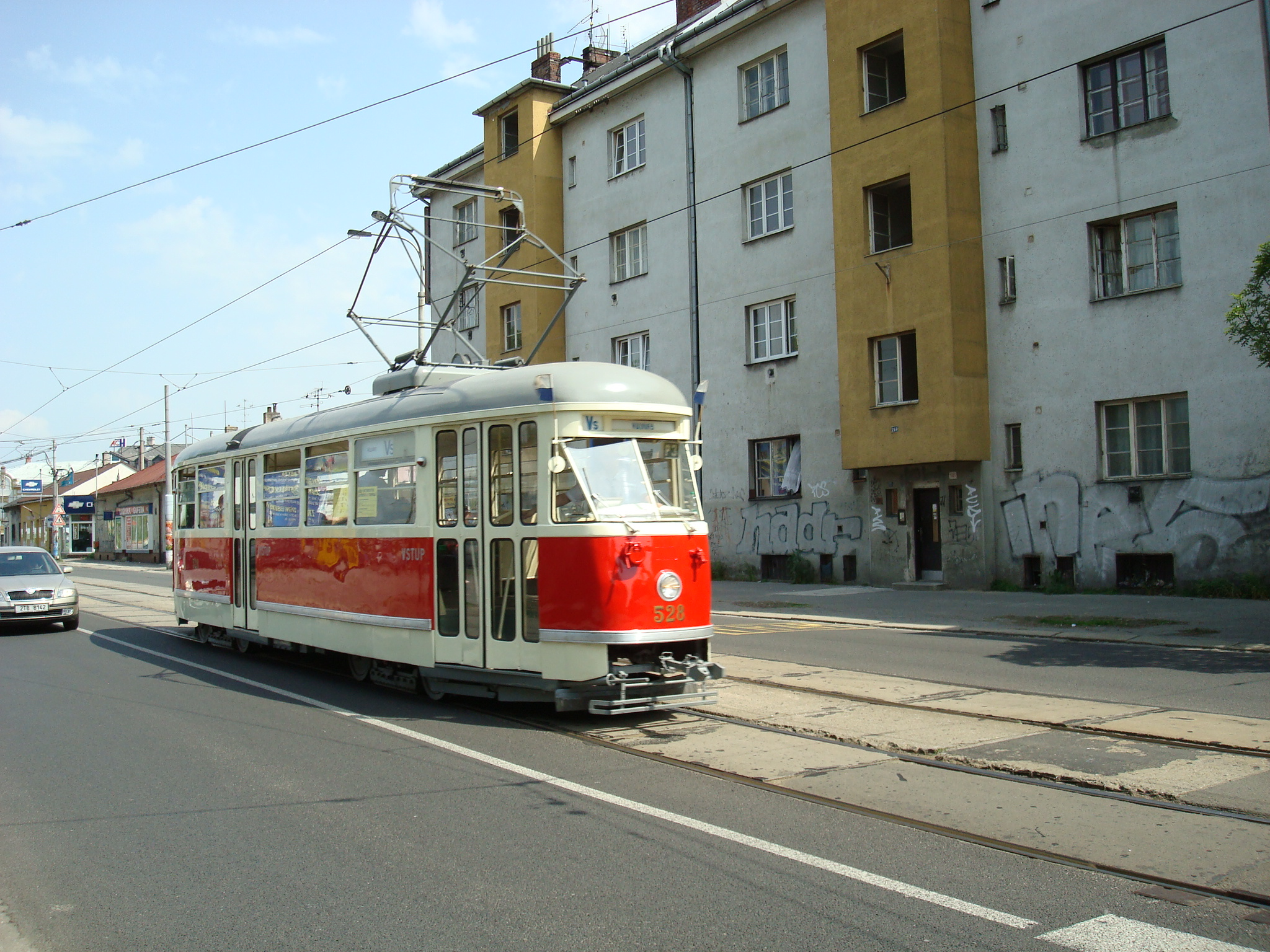
Tatra T1 в Остраві
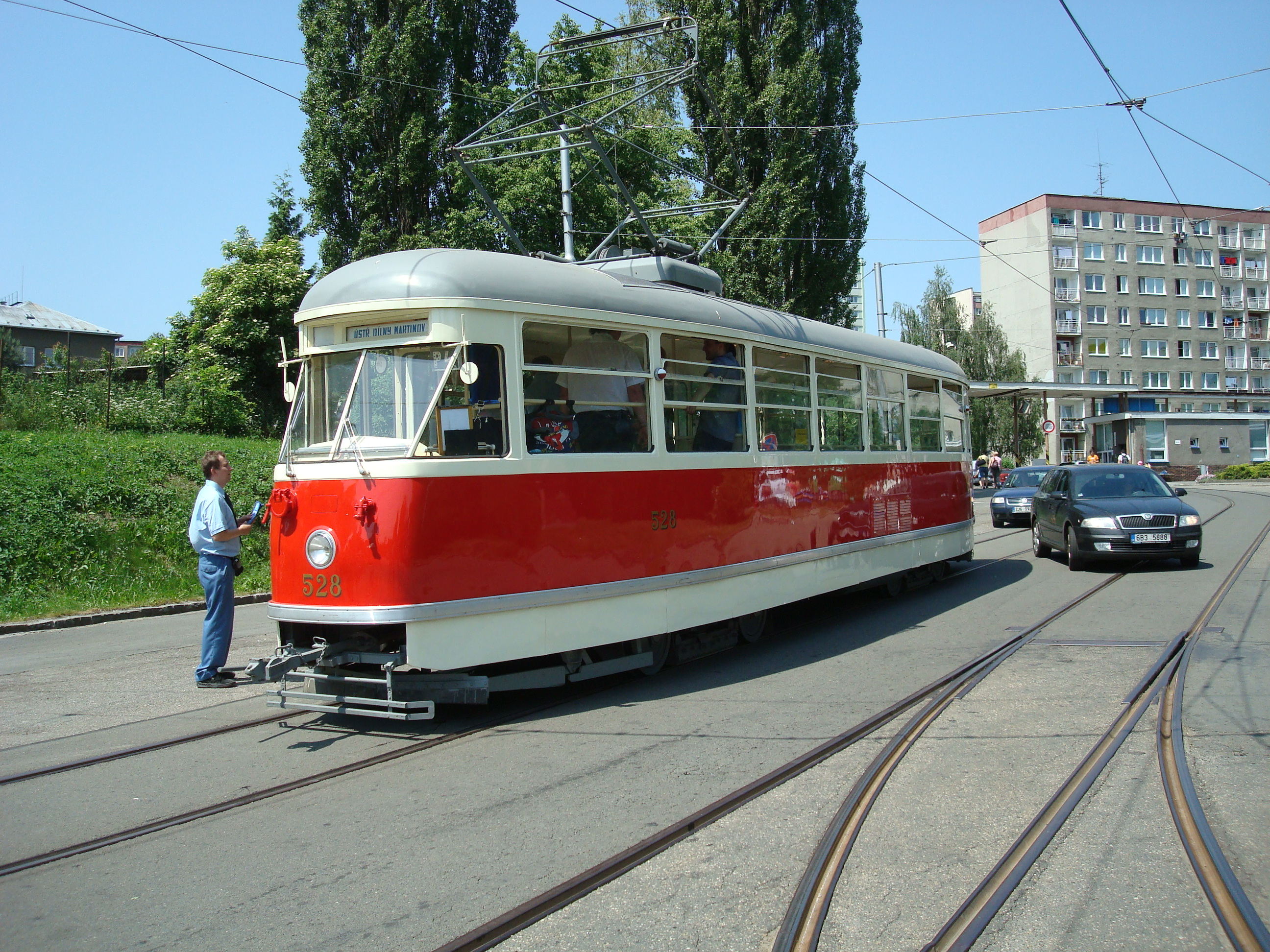
Tatra T1 в Остраві
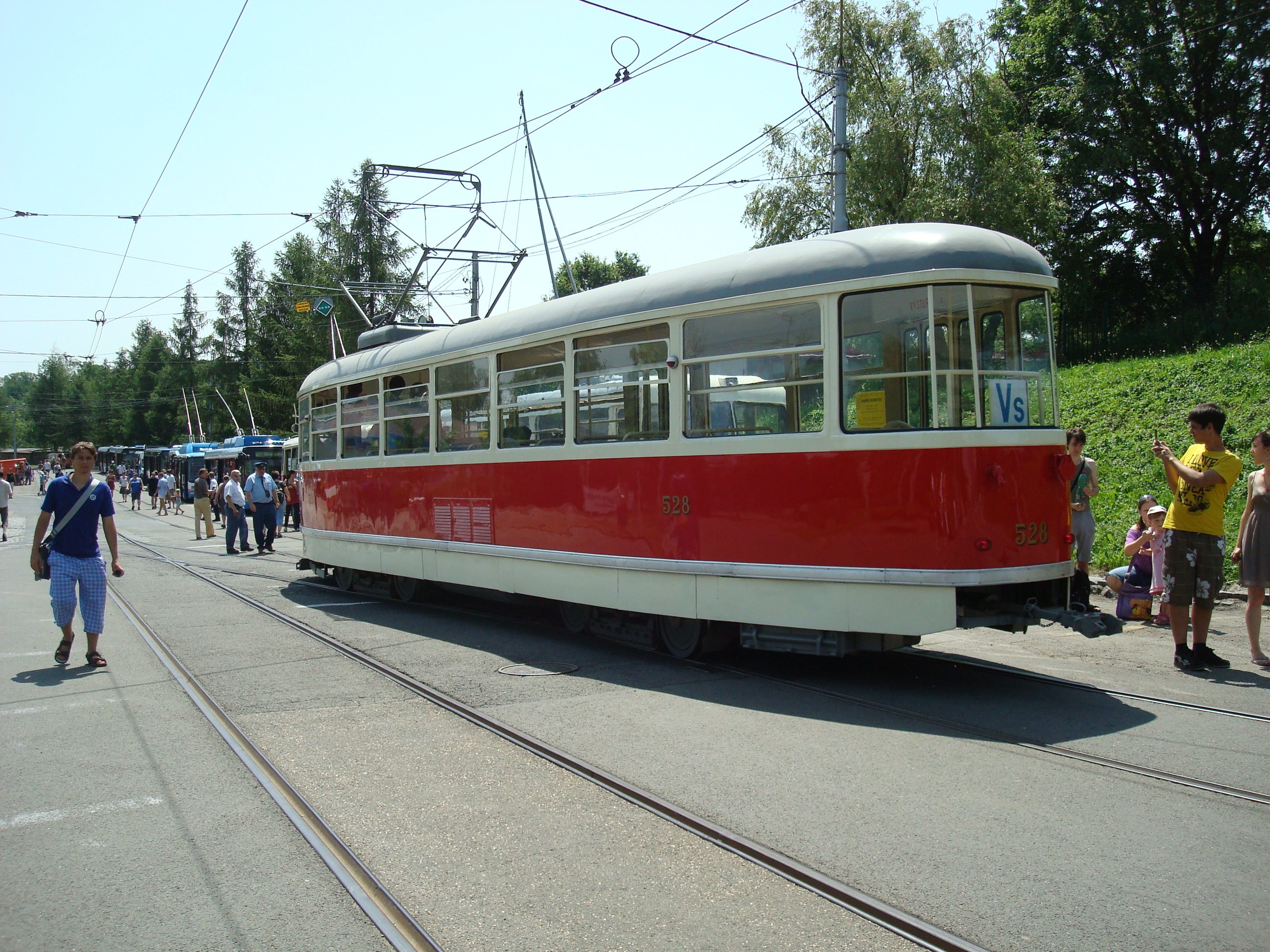
Tatra T1 в Остраві
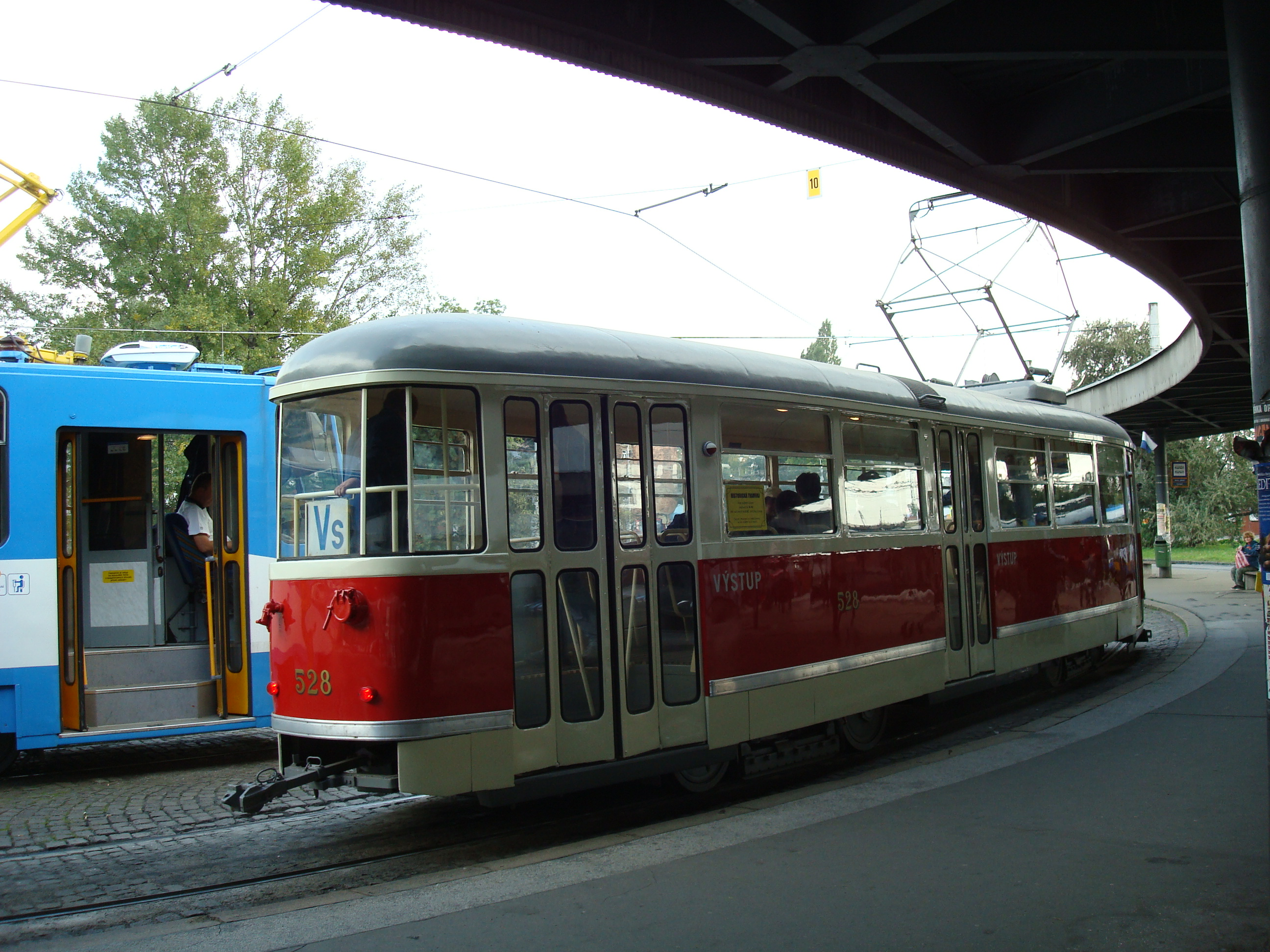
Tatra T1 в Остраві
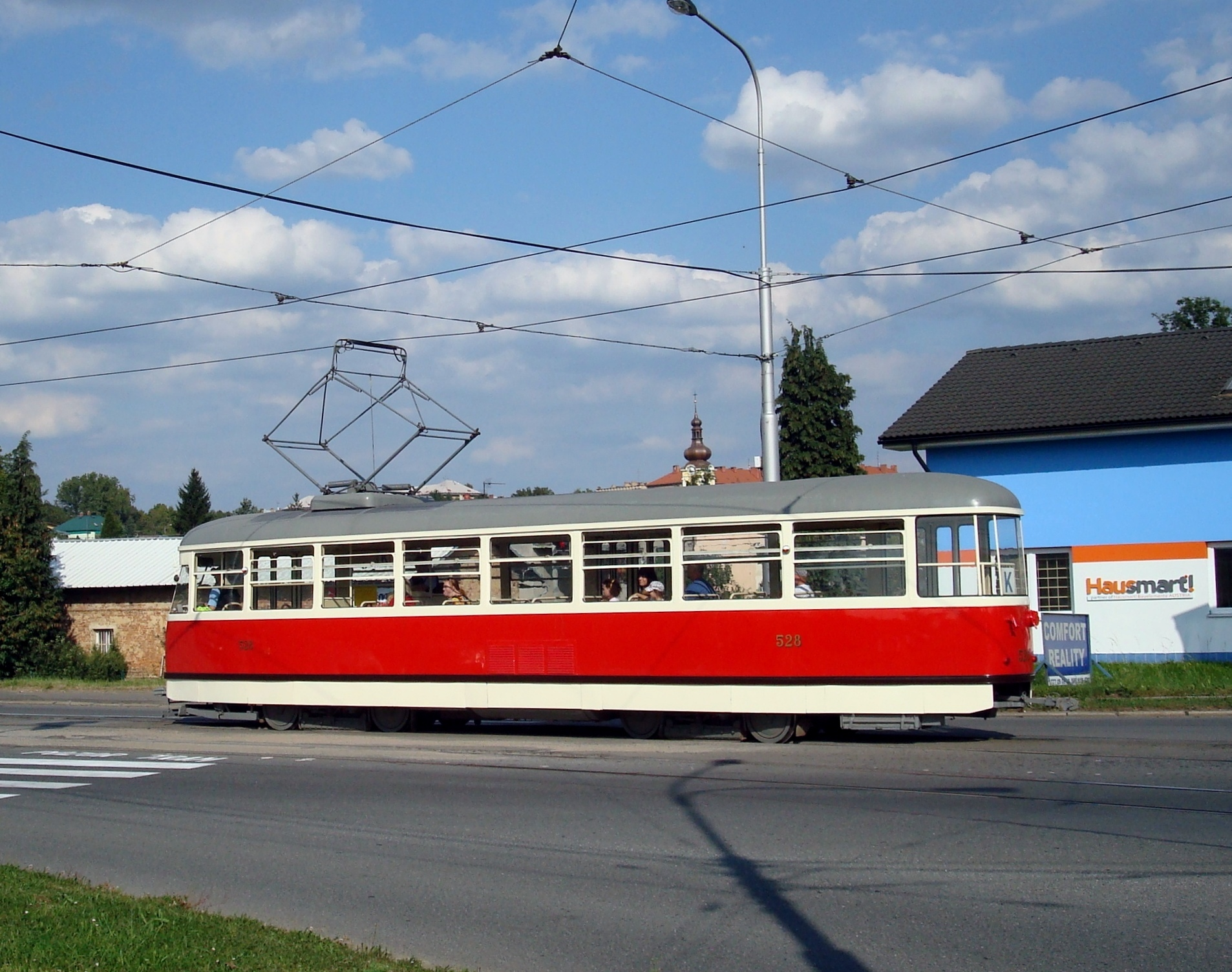
Tatra T1 в Остраві
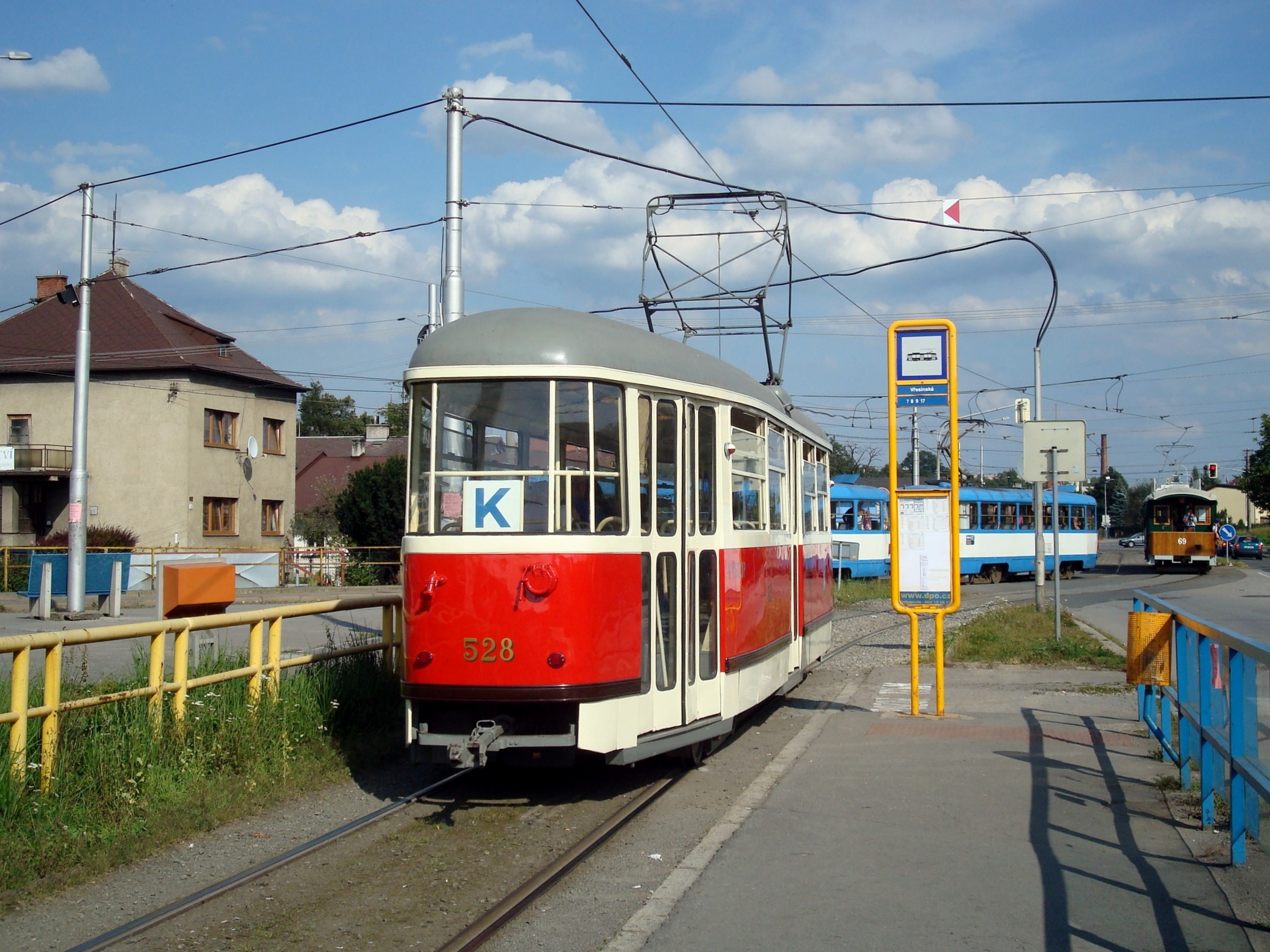
Tatra T1 в Остраві
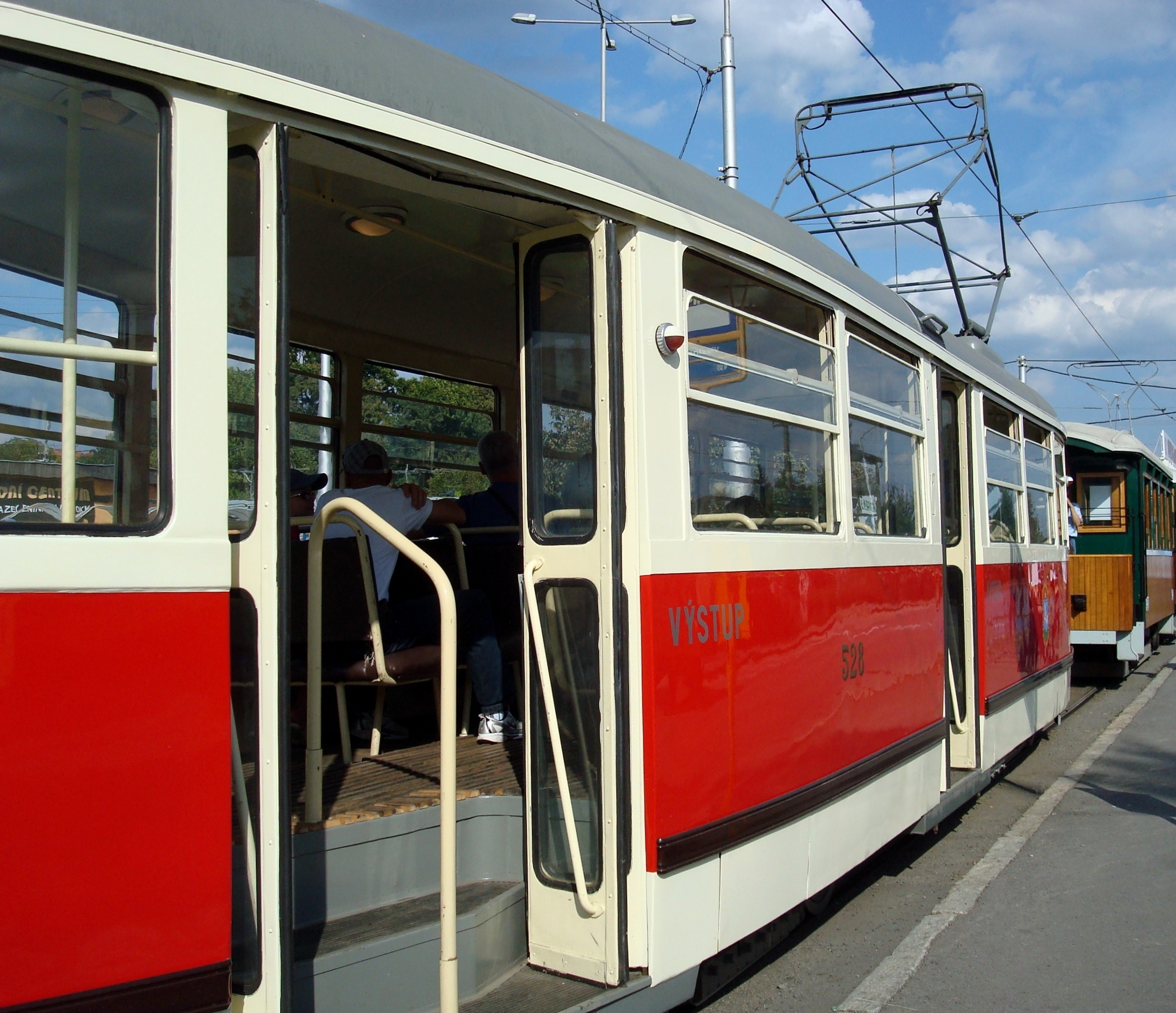
Tatra T1 в Остраві
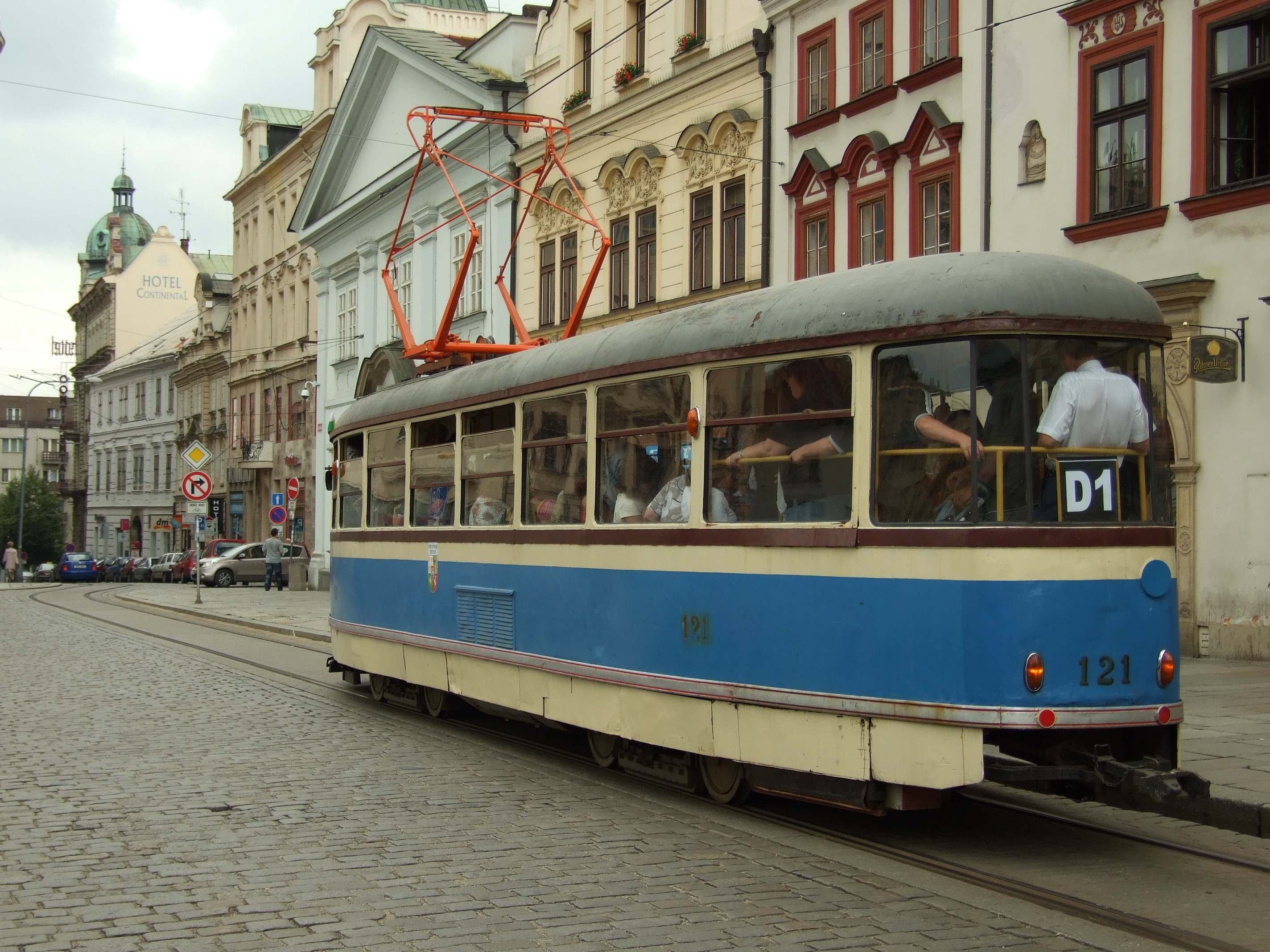
Tatra T1 в  Пльзені
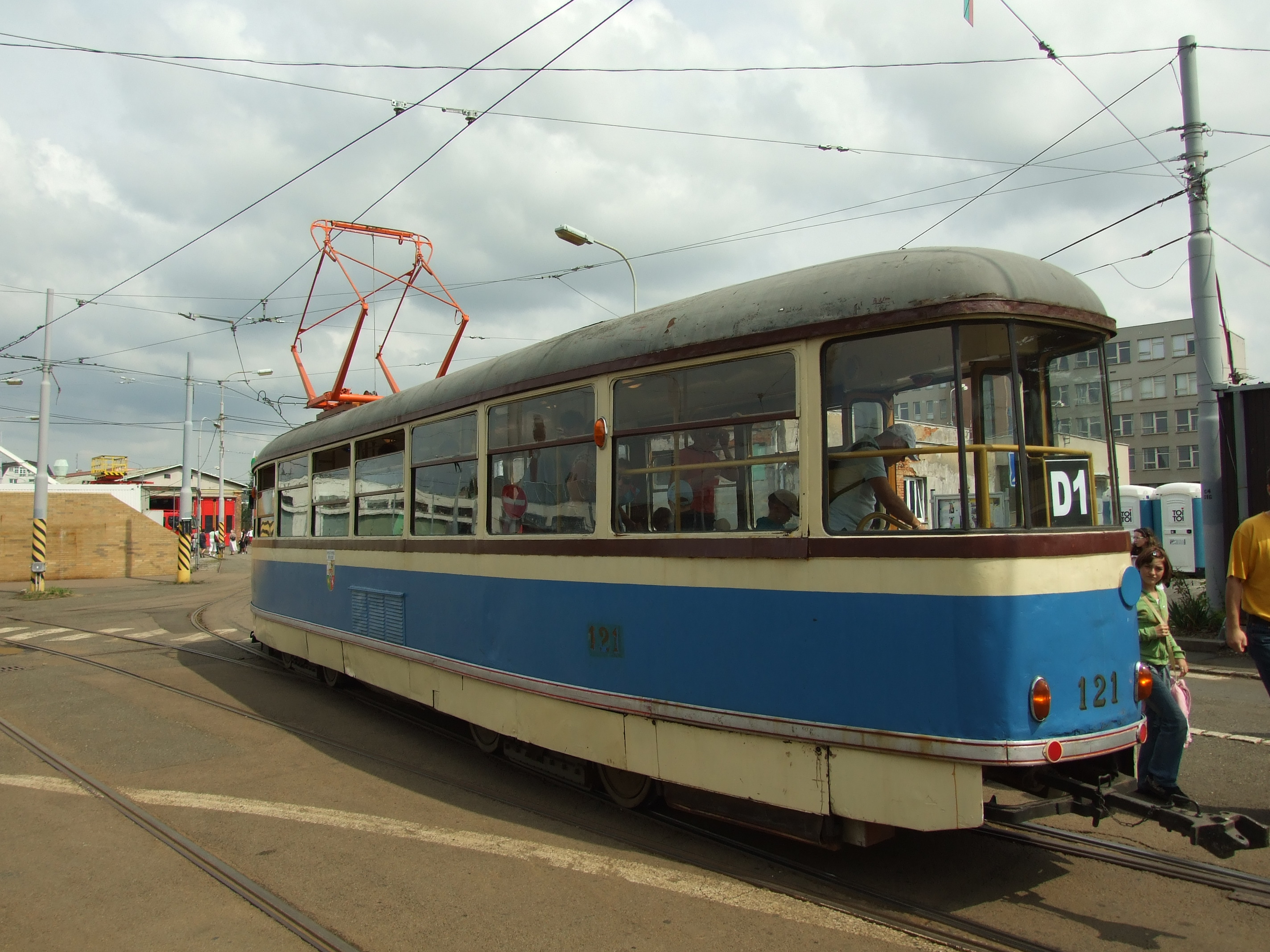
Tatra T1 в  Пльзені